# Angry Birds Seasons
Angry Birds Seasons (anteriormente Angry Birds Halloween) fue la segunda entrega de la serie  Angry Birds, desarrollado por Rovio Entertainment. Basada su exitosa predecesora Angry Birds, Angry Birds Seasons fue desarrollada inicialmente para dispositivos móviles de Apple con sistema operativo iOS en octubre de 2010 y para los demás dispositivos móviles su lanzamiento fue posterior. En el primer trimestre del 2019, el juego fue removido de las tiendas de aplicaciones en algunas regiones, por  problemas con el mantenimiento y la actualización de juegos creados con tecnologías más antiguas, siendo Ragnahog su última actualización. Actualmente sigue disponible para descargar por Amazon Appstore

## Jugabilidad
Como su antecesora Angry Birds, los jugadores utilizan una resortera para lanzar las aves a las diferentes estructuras, con el fin de eliminar los diferentes objetivos localizados sobre o dentro de ellos. Los objetivos principales son los cerdos.
Hay 7 temporadas desde 2010 a 2016.

## Versiones
- Season 2010: En octubre de 2010, Rovio desarrolló una edición especial de Halloween exclusiva para sistema operativo iOS de manera simultánea con una aplicación independiente a la versión principal del juego, la cual incluía nuevos niveles con música y gráficas de Halloween, se llamaba en ese entonces Angry Birds Halloween. En diciembre de 2010, Rovio desarrolló Angry Birds Seasons para dispositivos con sistema operativo iOS, Android y Symbian, la cual incluía 25 niveles de Navidad. Todas las versiones incluían los niveles antes exclusivos de Halloween ofrecidos por separado como una aplicación de pago, con excepción de la versión para Android que era gratuita; los usuarios de Angry Birds Halloween en iOS recibieron Angry Birds Seasons como una actualización gratuita. En Angry Birds Seasons los niveles de Halloween y Navidad fueron clasificados como los episodios "Trick or Treat" y "Season's Greedings" respectivamente.
- Season 2011: En febrero de 2011, Rovio incluyó un episodio que hacía referencia al Día de San Valentín, llamado "Hogs and Kisses", además de la opción de enviar mensajes por Facebook con temas de Angry Birds-Día de San Valentín. En marzo de 2011, Rovio incluyó un episodio del Día de San Patricio, llamado "Go Green, Get Lucky", seguida por los episodios "Easter Eggs" y "Summer Pignic", publicados en abril y junio de 2011 respectivamente. En septiembre de 2011, el episodio "Mooncake Festival" fue publicado conjuntamente con la celebración china del Festival de Mitad de Otoño. En octubre de 2011, el nuevo episodio "Ham'O'Ween" incluyó a la familia de los personajes de Angry Birds un ave color naranja, conocida como "bubbles". En diciembre de 2011, el nuevo episodio "Wreck the Hogs" se incluyó con niveles navideños.
- Season 2012: En enero de 2012, Rovio publicó el episodio "Year of the Dragon" que alude la celebración el Año Nuevo chino y se caracteriza por el reemplazo de Mighty Eagle por Mighty Dragon. El episodio "Cherry Blossom", inspirado en el Festival Cherry Blossom, fue desarrollado en marzo de 2012. En junio de 2012, Angry Birds Seasons adiciona el episodio "Piglantis", siendo éste el segundo episodio de verano (el primero fue "Summer Pignic"). En agosto de 2012 fue publicado el episodio "Back to school" en el que aparece un nuevo personaje para la familia de Angry Birds: el ave rosado llamada stella. Para octubre de 2012 se publicó el episodio "Haunted Hogs" como el tercer episodio de Halloween. En diciembre de 2012 se desarrolló el episodio "Winter Wonderham", siendo el tercer episodio alusivo a la Navidad. En la actualización 3.2.0 se introdujeron Power-UPs y niveles especiales para los episodios "Haunted Hogs" y "Winter Wonderland".
- Season 2013: En la versión 3.3.0 se introduce el tercer episodio basado en el día mundial del circo titulado "Abra-Ca-Bacon" con la característica que se puede utilizar portales mágicos para sobrepasar y un nuevo Power-Up. Sin pasar por 4° vez la actualización dedicada a Halloween y con el temor de algunos por el fin del juego, el 1 de diciembre de 2013 se agrega en la versión 4.0.0 la temporada 4 "Season 4" con el especial llamado "Arctic Eggspedition", dedicado por 4° vez a la Navidad y con el motor del especial "Piglantis", este puede lanzar a los pájaros directamente al agua para destruir objetos. Además se implementó para iOS y Android la compra del/los nivel/es de "Arctic Eggspedition" sin la necesidad de esperar un día completo para abrirse, este es el primer episodio de Navidad en salir 2 días antes de su esperado estreno.
- Season 2014: Más tarde, a comienzos de julio de 2014, se incluyó el episodio South Hamerica en donde el tema hace referencia a la mitología precolombina de Sudamérica. Además, se cambia de nuevo las temporadas (o seasons) en numeración, quedando así: "Seasons 1, 2, 3 y 4" pasando a "Seasons 2011, 2012, 2013 y 2014", respectivamente y se incluye otro mundo especial denominado "The Pigs Days" donde cada cierta cantidad de días (desde su actualización) se libera niveles secretos donde hay una celebración del cada parte del mundo. Ya en el mes de octubre de 2014, nuevamente ocurre una nueva actualización que, a diferencia de las demás de octubre en años anteriores, no ocurre un nuevo cambio de temporada, significando que no habría un nivel de la festividad de Halloween en adelante. En esta ocasión se agregan 9 niveles más al denominado "The Pigs Days" e incluye un nuevo episodio en la temporada 2014 denominado "Ham Dunk" en ocasión al comienzo de la temporada regular de la NBA de los Estados Unidos. Además, también incorpora la compra optativa de niveles sin necesidad de completarlos al modo normal (Como en Arctic Eggspedition), 5 niveles dedicados a las diferentes ligas importantes de baloncesto en el mundo (Brasil, China, Alemania y Turquía) y 30 niveles completamente a los equipos que componen la liga de la NBA. En diciembre de 2014, salió un nuevo episodio llamado "On Finn Ice", el cual promueve la llegada de una nueva ave, el primo de Terence (el ave rojo grande) llamado Tony. Es muy parecido a él, con la diferencia de que es azul. Vive en una cabaña en Helsinki, Finlandia.
- Season 2015: En febrero de 2015, salieron nuevos niveles del episodio Ham Dunk, que en esta ocasión se llama Ham Dunk: All-Star, por la liga de la NBA que comienza en febrero de 2015. En mayo de 2015, salió un nuevo episodio llamado Tropigal Paradise con 26 nuevos niveles para divertirse. y el 4 de junio, salieron 7 niveles finales del episodio de Ham Dunk y, además se agregaron más niveles de The Pig Days. En octubre sale Invasion of the Egg Snatchers con 30 nuevos niveles. Celebrando a todas las películas de terror desde 1950,  celebrando el Halloween y el quinto aniversario del juego. En diciembre nos vamos a Ski or Squeal el sexto episodio de Navidad el último de 2015, con temática de los años 80, y nuevos niveles cada día.
- Season 2016: En febrero de 2016, salieron nuevos niveles del nuevo episodio Fairy Hogmother, por la festividad del día de San Valentín que es en febrero de 2016. el 31 de marzo, salió Marie Hamtoinette con 18 nuevos niveles, celebrando la primavera, a finales de junio, se estrenó Summer Camp con 21 nuevos niveles por la festividad de vacaciones de verano, En agosto, salió PiggyWood Studios con 17 nuevos niveles, celebrando el Festival de Cine de Hollywood, a finales de septiembre sale la segunda parte del episodio con 21 nuevos niveles, en el penúltimo episodio de 2016 llega Hammier Things (Ajamonamiento) con 24 nuevos espeluznantes niveles, celebrando Halloween, su temática se basa en la serie de Netflix: Stranger Things. En el último episodio de 2016 regresa Tony, el primo nórdico de Terence a Ragnahog (Ragnarrano), esta vez con una temática de vikingos. (La música original de Winter Wonderham fue sustituida por una versión instrumental corta de Fly me Home Tonight).

## Lista de temporadas

### Season 2010
| Episodio              | Niveles                          | Festividad | Fecha de publicación   |
| --------------------- | -------------------------------- | ---------- | ---------------------- |
| 1. Trick or Treat     | 1-1 a 1-15 2-1 a 2-15 3-1 a 3-15 | Halloween  | 21 de octubre de 2010  |
| 2. Season's Greedings | 1-1 a 1-25                       | Navidad    | 1 de diciembre de 2010 |

### Season 2011
| Episodio               | Niveles                                                                                       | Festividad             | Fecha de publicación    |
| ---------------------- | --------------------------------------------------------------------------------------------- | ---------------------- | ----------------------- |
| 3. Hogs and Kisses     | 1-1 a 1-15 (2-1 a 2-3) (Niveles disponibles solo en las versiones de iOS y Android            | Día de San Valentín    | 7 de febrero de 2011    |
| 4. Go Green, Get Lucky | 1-1 a 1-15 (2-1 a 2-3) (Niveles disponibles solo en las versiones de iOS y Android            | Día de San Patricio    | 10 de marzo de 2011     |
| 5. Easter Eggs         | 1-1 a 1-15 (2-1 a 2-3) (Niveles disponibles solo en las versiones de iOS y Android            | Pascua                 | 18 de abril de 2011     |
| 6. Summer Pignic       | 1-1 a 1-30                                                                                    | Solsticio de verano    | 21 de junio de 2011     |
| 7. Mooncake Festival   | 1-1 a 1-15 2-1 a 2-15 (3-1 a 3-3) (Niveles disponibles solo en las versiones de iOS y Android | Fiesta del Medio Otoño | 1 de septiembre de 2011 |
| 8. Ham'o'ween          | 1-1 a 1-15 2-1 a 2-15                                                                         | Halloween              | 21 de octubre de 2011   |
| 9. Wreck the Halls     | 1-1 a 1-25                                                                                    | Navidad                | 1 de diciembre de 2011  |

### Season 2012
| Episodio               | Niveles               | Festividad                              | Fecha de publicación   |
| ---------------------- | --------------------- | --------------------------------------- | ---------------------- |
| 10. Year of the Dragon | 1-1 a 1-15            | Año Nuevo chino                         | 19 de enero de 2012    |
| 11. Cherry Blossom     | 1-1 a 1-15            | Festival japonés Cherry Blossom         | 7 de marzo de 2012     |
| 12. Piglantis          | 1-1 a 1-15 2-1 a 2-15 | Solsticio de verano                     | 14 de junio de 2012    |
| 13. Back to School     | 1-1 a 1-20            | Regreso a la escuela (hemisferio norte) | 16 de agosto de 2012   |
| 14. Haunted Hogs       | 1-1 a 1-30            | Halloween                               | 23 de octubre de 2012  |
| 15. Winter Wonderham   | 1-1 a 1-25            | Navidad                                 | 1 de diciembre de 2012 |

### Season 2013
| Episodio                | Niveles               | Festividad            | Fecha de publicación    |
| ----------------------- | --------------------- | --------------------- | ----------------------- |
| 16. Abra-Ca-Bacon       | 1-1 a 1-15 2-1 a 2-15 | Día mundial del circo | 16 de mayo de 2013      |
| 17. Arctic Eggspedition | 1-1 a 1-25            | Navidad               | 29 de noviembre de 2013 |

### Season 2014
| Episodio           | Niveles                            | Festividad          | Fecha de publicación   |
| ------------------ | ---------------------------------- | ------------------- | ---------------------- |
| 18. South Hamerica | 1-1 a 1-24                         | Cultura inca        | 3 de julio de 2014     |
| 19. Ham Dunk       | 1-1 a 1-15 (2-1 a 2-15 3-1 a 3-15) | Liga de la NBA      | 9 de octubre de 2014   |
| 20. On Finn Ice    | 1-1 a 1-25                         | Navidad (Finlandia) | 1 de diciembre de 2014 |

### Season 2015
| Episodio                          | Niveles                | Festividad                                         | Fecha de publicación   |
| --------------------------------- | ---------------------- | -------------------------------------------------- | ---------------------- |
| 21. Ham Dunk: All-Star            | 4-1 a 4-15             | All-Star Game de la NBA                            | 5 de febrero de 2015   |
| 22. Tropigal Paradise             | 1-1 a 1-13 2-1 a 2-13  | Vacaciones de verano                               | 1 de mayo de 2015      |
| 23. Ham Dunk: The Finals          | 5-1 a 5-7              | Final de la NBA                                    | 4 de junio de 2015     |
| 24. Invasion of the Egg Snatchers | 1-1 a 1-15 2-16 a 2-30 | Halloween y 5.º Aniversario de Angry Birds Seasons | 21 de octubre de 2015  |
| 25. Ski or Squeal                 | 1-1 a 1-25             | Navidad                                            | 1 de diciembre de 2015 |

### Season 2016
| Episodio                      | Niveles    | Festividad                                                                         | Fecha de publicación     |
| ----------------------------- | ---------- | ---------------------------------------------------------------------------------- | ------------------------ |
| 26. Fairy Hogmother           | 1-1 a 1-21 | Día de San Valentín                                                                | 11 de febrero de 2016    |
| 27. Marie Hamtionette         | 1-1 a 1-16 | Primavera                                                                          | 31 de marzo de 2016      |
| 28. Summer Camp               | 1-1 a 1-21 | Solsticio de verano                                                                | 27 de junio de 2016      |
| 29. PiggyWood Studios         | 1-1 a 1-17 | Hollywood                                                                          | 25 de agosto de 2016     |
| 30. PiggyWood Studios Parte 2 | 2-1 a 2-21 | Hollywood                                                                          | 27 de septiembre de 2016 |
| 31. Hammier Things            | 1-1 a 1-24 | Halloween, lanzamiento de Stranger Things y 6.º Aniversario de Angry Birds Seasons | 20 de octubre de 2016    |
| 32. Ragnahog                  | 1-1 a 1-25 | Navidad                                                                            | 1 de diciembre de 2016   |

### Temporada extra
| Episodio           | Niveles | Festividad           | Fecha de publicación  |
| ------------------ | ------- | -------------------- | --------------------- |
| Pigs Days          | 93      | Varias celebraciones | 3 de julio de 2014    |
| Power-up Test Site | 5       | Ninguno              | 21 de octubre de 2015 |

## Pigs Days
Mencionado anteriormente, este nivel especial se centra en celebraciones pequeñas, creadas o de acontecimiento especial en todo el mundo. Los niveles se desbloquean cada cierta cantidad de días, desde el domingo 20 de julio de 2014 en adelante. A continuación se detalla las fiestas que lo componen junto con su día de lanzamiento.

### Parte 1
- 1. Alunizaje del Apolo XI - 20 de julio de 2014
- 2. Comic-Con - 24 de julio de 2014
- 3. Aniversario N°4 de AngryBirdsNest - 28 de julio de 2014
- 4. Torre de Pisa - 9 de agosto de 2014
- 5. Día del zurdo - 13 de agosto de 2014[n 1]
- 6. Día de la aviación - 19 de agosto de 2014
- 7. Día del tocino - 30 de agosto de 2014
- 8. Final del mundial de baloncesto - 6 de septiembre de 2014
- 9. Festival de Mitad de Otoño (Nivel) - 9 de septiembre de 2014
- 10. Día del videojuego - 12 de septiembre de 2014
- 11. Día del pirata - 19 de septiembre de 2014
- 12. Día del Hobbit - 22 de septiembre de 2014
- 13. Día internacional del café - 29 de septiembre de 2014
- 14. Día internacional del huevo - 10 de octubre de 2014
- 15. Aniversario de la llegada de Colón a América - 13 de octubre de 2014

### Parte 2
- 16. Día del aprendizaje del código de programación -  15 de octubre de 2014
- 17. Halloween (I) (Nivel)  - 31 de octubre de 2014
- 18. Día de Todos los Santos (I) - 1 de noviembre de 2014[n 2]
- 19. Día de los Muertos en México - 2 de noviembre de 2014
- 20. Noche de Guy Fawkes - 5 de noviembre de 2014
- 21. Día de Martti Ahtisaari - 11 de noviembre de 2014[n 3]
- 22. Día de Guillermo Tell (William Tell) - 18 de noviembre de 2014
- 23. Aniversario del 1° vuelo del globo aerostático - 21 de noviembre de 2014
- 24. Día de Acción de Gracias en EE. UU. - 27 de noviembre de 2014
- 25. Cumpleaños N° 5 de Angry Birds - 11 de diciembre de 2014
- 26. Fin de año (Nochevieja) (I) - 31 de diciembre de 2014
- 27. Día de la ciencia ficción - 2 de enero de 2015
- 28. Día del patito de goma - 13 de enero de 2015
- 29. Día de las palomitas de maíz - 19 de enero de 2015
- 30. Día internacional de la protección de datos personales - 28 de enero de 2015
- 31. Día del molino en Países Bajos - 3 de febrero de 2015

### Parte 3
- 32. Día de San Valentín (Nivel) - 14 de febrero de 2015
- 33. Torneo de Río de Janeiro - 16 de febrero de 2015
- 34. Año Nuevo chino (Nivel) - 20 de febrero de 2015
- 35. Día del oso polar - 27 de febrero de 2015
- 36. Centenario de la NACA - 3 de marzo de 2015
- 37. Aniversario del descubrimiento de oro en California - 9 de marzo de 2015
- 38. Día del submarino - 17 de marzo de 2015
- 39. Día de Hanami - 27 de marzo de 2015
- 40. Día de la Pascua - 3 de abril de 2015
- 41. Aniversario de la llegada del hombre al espacio - 12 de abril de 2015
- 42. Día de la Tierra - 22 de abril de 2015
- 43. Día de los Mayos -  1 de mayo de 2015
- 44. Celebración del Cinco de Mayo - 5 de mayo de 2015
- 45. Día del Leprechaun en Irlanda - 13 de mayo de 2015
- 46. Día de la Cultura Gótica - 22 de mayo de 2015
- 47. Caída de Constantinopla/Fin de la Edad Media - 29 de mayo de 2015
- 48. Día Mundial de los Océanos - 8 de junio de 2015
- 49. Día Mundial de la Magia - 12 de junio de 2015
- 50. Día de Midsommar - 19 de junio de 2015
- 51. Día del OVNI - 2 de julio de 2015
- 52. Día del Pandermonium - 14 de julio de 2015

### Parte 4
- 53. Aniversario de The Pig Days - 20 de julio de 2015
- 54. Lanzamiento de Angry Birds 2 - 30 de julio de 2015
- 55. Día de la Amistad - 2 de agosto de 2015[n 3]
- 56. Día del Gato - 8 de agosto de 2015
- 57. Día de la Arena - 11 de agosto de 2015
- 58. Día del viento - 23 de agosto de 2015
- 59. Día Internacional de la noche de los murciélagos - 30 de agosto de 2015
- 60. Día Internacional de la Alfabetización - 8 de septiembre de 2015
- 61. Día Internacional de la Preservación de la Capa de Ozono - 16 de septiembre de 2015
- 62. Día Mundial Sin Automóvil - 22 de septiembre de 2015

### Parte 5
- 63. 5.º Aniversario de Angry Birds Seasons - 21 de octubre de 2015
- 64. Día de Internet - 29 de octubre de 2015
- 65. Día de Halloween (II) - 31 de octubre de 2015
- 66. Día de Todos los Santos (II) - 1 de noviembre de 2015[n 2]
- 67. Conmemoración de los Fieles Difuntos - 2 de noviembre de 2015
- 68. Día del Origami - 11 de noviembre de 2015
- 69. Día de la Lluvia de meteoros - 17 de noviembre de 2015
- 70. Día de la Televisión - 21 de noviembre de 2015
- 71. Día de Acción de Gracias en EE. UU. (II) - 26 de noviembre de 2015
- 72. Feliz Año Nuevo 2016 (II) - 31 de diciembre de 2015
- 73. Crossing the Rubicon - 10 de enero de 2016
- 74. Día de la conciencia del pingüino - 20 de enero de 2016
- 75. Año Nuevo Chino 2016 - 8 de febrero de 2016
- 76. San Valentín 2016 (II) - 14 de febrero de 2016

### Parte 6
- 77. Día del Oso Polar - 26 de febrero de 2016
- 78. Día Mundial de la Naturaleza - 2 de marzo de 2016
- 79. Día de la Mujer - 7 de marzo de 2016
- 80. Eclipse Solar - 8 de marzo de 2016
- 81. Hora del Planeta - 18 de marzo de 2016
- 82. Día de la Pascua (II) - 27 de marzo de 2016
- 83. Día de las bromas de abril - 1 de abril de 2016
- 84. Día del golfista - 10 de abril de 2016
- 85. Primer Vuelo espacial tripulado - 12 de abril de 2016
- 86. Día del Lago Ness - 21 de abril de 2016
- 87. Día Mundial del Pingüino - 24 de abril de 2016
- 88. Día de la Madre - 8 de mayo de 2016
- 89. Anger management - 12 de mayo de 2016
- 90. Pigs Arrive - 13 de mayo de 2016
- 91. The Eagle's Den - 20 de mayo de 2016
- 92. Primer acenso al monte Everest - 29 de mayo de 2016
- 93. Día Mundial de la Leche - 1 de junio de 2016

Notas
1. ↑  Tiene la resortera del lado derecho.
2. 1 2  Aunque tenga ese nombre, el nivel tiene elementos de Halloween.
3. 1 2  En este nivel participan también los cerdos junto a los pájaros.

## Huevos de Oro y Especiales
En total son 88 huevos de oro. Aquí le presentamos los huevos:
1. "Trick or Treat": 1 huevo de oro y un especial.
2. "Seasons Greddings": 1 huevo de oro y un especial.
3. "Hogs and Kisses": 1 huevo de oro y un especial.
4. "Go Green, Get Lucky ": 1 huevo de oro y un especial.
5. "Easter Eggs": 10 huevos de oro y un especial.
6. "Summer Pignic": 2 huevos de oro y un especial.
7. "Mooncake Festival": 8 piezas de pasteles de oro y un especial.
8. "Ham'o'ween": 1 huevo de oro y un especial.
9. "Wreck the Halls": 2 huevos de oro y un especial. (Un huevo de oro es desbloqueado automáticamente)
10. "Year of the Dragon": 1 huevo de oro y un especial.
11. "Cherry Blossom": 1 huevo de oro y un especial.
12. "Piglantis": 1 huevo de oro y un especial.
13. "Back to School": 1 huevo de oro y un especial.
14. "Haunted Hogs": 1 huevo de oro y un especial.
15. "Winter Wonderham": 2 huevos de oro y un especial. (Un huevo de oro es desbloqueado automáticamente que contiene 3 niveles de Angry Birds Ultrabook (Solo disponible para la versión Android)
16. "Abra-Ca-Bacon": 1 huevo de oro y un especial.
17. "Arctic Eggspedition": 3 huevos de oro y un especial.
18. "South Hamerica": 2 huevos de oro y un especial.
19. "Ham Dunk": 2 huevos de oro y un especial.
20. "On Finn Ice": 2 huevos de oro y un especial.
21. "Ham Dunk: All-Star": 1 huevo de oro.
22. "Tropigal Paradise": 2 huevos de oro y un especial.
23. "Ham Dunk: The Finals": 7 piezas del anillo de oro.
24. "Egg Snatchers": 2 huevos de oro y un especial.
25. "Ski or Squeal": 2 huevos de oro y un especial.
26. "Fairy Hogmother": 2 huevos de oro y un especial.
27. "Marie Hamtionette": 1 huevo de oro y un especial.
28. "Summer Camp": 2 huevos de oro y un especial
29. "PiggyWood Studios Parte 1 y 2": 4 huevos de oro y 2 especiales.
30. "Hammier Things": 2 huevos de oro y un especial.
31. "Ragnahog": 2 huevos de oro y un especial.

## Descontinuación de la versión de PC
El 13 de noviembre de 2014, Rovio confirmó en sus F.A.Q (Preguntas Frecuentes) dentro de su página oficial, que las versiones de PC (Angry Birds, Angry Birds Seasons, Angry Birds Rio, Angry Birds Space, Angry Birds Star Wars I - II y Bad Piggies) dejan de recibir constantemente sus actualizaciones dando por "descontinuada" a dicha versión, Además de descargarlas desde su tienda en línea. No se ha dado a conocer si esto también afecta a las versiones de Mac, iOS y Android.

## Potenciadores
Además de los demás juegos de AB, se encuentran los power ups (Super Poderes o potenciadores) únicamente en iOS Y Android. Son pagas como el Mighty Eagle o el Mighty Spalding Ball y actualmente son 5:
- Homing Bird: Este hace que el pájaro al que se esté lanzando tenga en su cabeza una miniantena que a la vez es utilizada como radar y esto hace que cuando un cerdo este en el radar el pájaro se le acerca fácilmente.
- Allaka-BAM: Este hace aparecer 3 cajas de TNT para destruir fácilmente el nivel.
- Sling Scope: Utilizado también en el original, este hace aparecer en la tirachinas una especie de mira que puede señalar en donde caerá el pájaro. NOTA: La mira es igual a la de Space, Star Wars I y II y Stella.
- Super Seeds: También en el original, este puede agrandar el tamaño del pájaro haciendo que tenga más destrucción. A partir de la versión 4.1.0 cambió de nombre a "Power Potion" y en vez de semillas, es una poción la que realiza el agrandamiento del pájaro.
- Shockwave: Utilizando solamente al pájaro negro, al lanzarlo o si golpea con un elemento, este ocasiona un campo eléctrico sobre el pájaro y destruye todo lo que toque la energía. Aparece en el juego original.
- Mighty Eagle: Aparece una  Lata de sardinas y cuando la lanzas aparece una sombra negra destruyendo la estructura, aparece en el juego original.

## Nuevos Personajes
Bubbles (Aparece por primera vez en Ham'o'ween y en adelante).
Stella (Aparece por primera vez en Back to School y en adelante).
Tony (Aparece en On Finn Ice y en adelante).
Mighty Dragon (Aparece solo en Year of the Dragon).
Mighty Spalding Ball (Aparece solo en los episodios de Ham Dunk).